# Habropoda annae
Habropoda annae är en biart som beskrevs av Schwarz och Gusenleitner 2001. Habropoda annae ingår i släktet Habropoda och familjen långtungebin. Inga underarter finns listade i Catalogue of Life.